# Burni Tadian
Burni Tadian är ett berg i Indonesien.   Det ligger i provinsen Sumatera Utara, i den västra delen av landet, 1 500 km nordväst om huvudstaden Jakarta. Toppen på Burni Tadian är 1 855 meter över havet, eller 192 meter över den omgivande terrängen. Bredden vid basen är 6,9 km.
Terrängen runt Burni Tadian är huvudsakligen kuperad, men åt sydväst är den bergig.Runt Burni Tadian är det mycket glesbefolkat, med 3 invånare per kvadratkilometer. I omgivningarna runt Burni Tadian växer i huvudsak städsegrön lövskog.